# Ichneumon exesus
Ichneumon exesus là một loài tò vò trong họ Ichneumonidae.